# Amazonas (departement)
Amazonas är ett av Colombias departement. Det ligger i södra Colombia i amazonasområdet. Amazonas gränsar till departementen Putumayo, Caquetá och Vaupés och till länderna Peru och Brasilien. Huvudstaden Leticia är en hamnstad som ligger vid Amazonfloden. Departementet är väldigt glest befolkat och det enda befolkningscentrat av nämnvärd storlek förutom Leticia är Puerto Nariño.

## Administrativ indelning
Departementet är indelat i två kommuner samt nio så kallade Corregimientos departamentales vilka är kommunliknande enheter som administreras av departementets centrala myndigheter.

### Kommuner
- Leticia
- Puerto Nariño

### Corregimientos departamentales
- El Encanto
- La Chorrera
- La Pedrera
- La Victoria
- Miriti - Paraná
- Puerto Alegría
- Puerto Arica
- Puerto Santander
- Tarapacá